# Nina Gabrijelan
Nina Gabrijelan (ur. 16 października 1953 w Moskwie) – ormiańska poetka, tłumaczka i malarka.

## Życiorys
Nina studiowała w Instytucie Języków Obcych im. Maurice'a Thoreza w Moskwie. Karierę artystyczną rozpoczęła w drugiej połowie lat 70. XX wieku od pisania wierszy. Ich wartość dostrzegł Jewgienij Winokurow, który opublikował je w czasopiśmie Nowyj Mir. Był on również autorem przedmowy do jej pierwszego tomiku Trostnikowaja dudka. Stichi i pieriewody wydanego w Erywaniu w 1987 roku. Dwa kolejne tomiki Zierno granata (1992) i Pojuszczeje dieriewo (2010) ukazały się w Moskwie. Nina zajmowała się również tłumaczeniem francuskojęzycznej poezji. Po seminarium u Michaiła Kurgancewa o poezji orientalnej zaczęła tłumaczyć poetów ormiańskich takich jak: Vahan Terian (1885–1920), Jeghisze Czarenc, Howhannes Schiras (1915–1984), Wahagn Dawtjan (1922–1996) czy Arshaluis Margarian (1924–1987). W latach 1994–1997 była redaktorką naczelną feministycznego pisma Preobrażenie. W 2001 roku wydała zbiór opowiadań Chozjain trawy. W latach 1976–1991 uczęszczała na warsztaty prowadzone przez wybitnego artystę Borisa Otarowa co spowodowało zainteresowanie się malarstwem. Maluje farbami olejnymi i kredkami. Jej obrazy znalazły się zarówno w kolekcjach rosyjskich muzeów jak i w prywatnych zbiorach. Od 1988 roku była członkiem Związku Pisarzy ZSRR, a 1992 roku należy do Związku Pisarzy w Moskwie.